# Mistrovství světa v atletice 2009 – Ženy chůze na 20 km
Závod v chůzi na 20 km  žen na Mistrovství světa v atletice 2009 se uskutečnil 16. srpna.  Zvítězila v něm ruská chodkyně Olga Kaniskinová.
Stejně jako muži o den dříve, závodily chodkyně na uličním okruhu v samém středu Berlína. Soutěž se uskutečnila za jasně slunečného, avšak dosti horkého popoledne, ze 48 startujících jich dokončilo 37. Obhájkyně mistrovského titulu a úřadující olympijská vítězka Ruska Olga Kaniskinová nepřipustila pochybnosti o své nadvládě, když se již před polovinou trati odpoutala ze startovního pole a  neustále zvyšovala svůj náskok a dokráčela pro zlato. V boji o další medaile byla dlouho velmi aktivní zkušená Norka Kjersti Plätzerová, která však byla pro nedodržení stylu v pozdější fázi závodu diskvalifikována. Boj o druhé místo se nakonec rozhodloval mezi Loughnanovou z Irska a Číňankou Liouovou, přičemž Irka se v posledních kilometrech dokázala od Číňanky odpoutat. Česká reprezentantka  Zuzana Schindlerová vybojovala 19. místo v čase 1:35:47 h.

## Výsledky
| *                | Sportovec           | Čas       |
| ---------------- | ------------------- | --------- |
| Zlatá medaile    | Olive Loughnane     | 1:28:58 h |
| Stříbrná medaile | Liou Chung          | 1:29:10 h |
| Bronzová medaile | Anisja Kirďapkinová | 1:30:09 h |
| 4                | Vera Santos         | 1:30:35 h |
| 5                | Beatriz Pascual     | 1:30:40 h |
| 6                | Masumi Fučise       | 1:31:15 h |
| 7                | Kristina Saltanovič | 1:31:23 h |